# Communauté d'agglomération Roissy Pays de France
La communauté d'agglomération Roissy Pays de France est une communauté d'agglomération française, située dans les départements de Val-d'Oise et de Seine-et-Marne en Île-de-France.
Avec plus de 360 000 habitants, il s'agit de la communauté d'agglomération la plus peuplée de France.

## Historique
Dans le cadre de la mise en œuvre de la loi MAPAM du 27 janvier 2014, qui prévoit la généralisation de l'intercommunalité à l'ensemble des communes et la création d'intercommunalités de taille importante, le préfet de la région d'Île-de-France approuve le 4 mars 2015 un schéma régional de coopération intercommunale qui prévoit notamment la « fusion de la communauté d'agglomération Val de France (95) et de la communauté d'agglomération Roissy Porte de France (95), et extension du périmètre du nouveau regroupement aux communes de Seine-et-Marne (77) suivantes : Claye-Souilly, Compans, Dammartin-en-Goële, Gressy, Juilly, Le Mesnil-Amelot, Longperrier, Mauregard, Mitry-Mory, Moussy-le-Neuf, Moussy-le-Vieux, Othis, Rouvres, Saint-Mard, Thieux, Villeneuve-sous-Dammartin, Villeparisis », qui appartenaient auparavant à la communauté de communes Plaines et Monts de France.
Les préfets du Val-d'Oise et de Seine-et-Marne entérinent le 9 novembre 2015, la création de cette structure, qui prend la dénomination de communauté d'agglomération Roissy Pays de France et regroupe 42 communes à compter du 1er janvier 2016.
Cette création est faite à la satisfaction de certaines communes, mais malgré l'opposition notamment de la communauté de communes Plaines et Monts de France, de ses communes membres ainsi que du conseil général du département de Seine-et-Marne, d'une part, et des communes d’Arnouville et de Garges-lès-Gonesse, qui décident de saisir le Tribunal administratif de Cergy-Pontoise pour faire annuler l'arrêté préfectoral, notamment au titre d'une question prioritaire de constitutionnalité (QPC). L'opposition de la Seine-et-Marne est notamment liée au fait que ce sont les 17 communes les plus riches de  Plaines et Monts de France qui sont absorbées par Roissy Pays de France, dans le Val-d’Oise...
Le Tribunal administratif de Paris a, quant à lui, suspendu le 6 janvier 2016, à la demande des communes de Garges-lès-Gonesse (Val-d’Oise) et de Dammartin-en-Goële (Seine-et-Marne), l'arrêté du préfet de la région Île-de-France fixant le nombre de délégués de chaque commune dans le conseil communautaire. Là également, les demandeurs soutenaient une QPC sur l'inconstitutionnalité éventuelle d'une perte par des conseillers communautaires élus au suffrage universel de leur mandat avant la fin de leur mandature . Cette ordonnance de référé a été annulée par le Conseil d’État le 10 février 2016, qui a jugé qu'il n'y avait pas lieu de transmettre la QPC au Conseil constitutionnel, ouvrant ainsi la voie à l'élection des membres du conseil communautaire et la mise en place de l'exécutif de la communauté d'agglomération,, et à un apaisement des oppositions, les élus des communes pauvres attendant de la nouvelle intercommunalité des « retombées financières très importantes » et ceux de l'ex-Plaines et Monts-de-France constatant que, au moins pour 2016, ils ne perdent pas d'argent...
En 2019, le député François Pupponi, ancien maire de Sarcelles et ancien conseiller communautaire, critique le montant qu'il juge insuffisant des dotations versées par l"intercommunalité aux communes les plus pauvres comme Sarcelles, Villiers-le-Bel, Garges-lès-Gonesse, Arnouville, et estime que le versement opéré par la communauté d'agglomération ne respecterait pas les dispositions légales, ce qui est totalement contesté par Patrick Renaud, président (LR) de l’agglomération.

## Territoire communautaire

### Géographie
L'intercommunalité est structurée autour du pôle économique et  aéronautique de l'Aéroport de Paris-Charles-de-Gaulle et s'étend sur une partie ouest du Val-d'Oise et le nord de la Seine-et-Marne, au nord-est de Paris.
Dotée d'un  territoire de 342 km2, c'est la deuxième communauté d'agglomération française de par sa population en 2017.

### Composition
En 2022, la communauté d'agglomération est composée des 42 communes suivantes :

| Nom                       | Code Insee | Gentilé                 | Superficie (km2) | Population (dernière pop. légale) | Densité (hab./km2) |
| ------------------------- | ---------- | ----------------------- | ---------------- | --------------------------------- | ------------------ |
| Roissy-en-France (siège)  | 95527      | Roisséens               | 14,09            | 2 682 (2022)                      | 190                |
| Arnouville                | 95019      | Arnouvillois            | 2,84             | 14 898 (2022)                     | 5 246              |
| Bonneuil-en-France        | 95088      | Bonneuilleux            | 4,71             | 1 179 (2022)                      | 250                |
| Bouqueval                 | 95094      | Valbuciens              | 2,81             | 306 (2022)                        | 109                |
| Chennevières-lès-Louvres  | 95154      | Cannabriens             | 4,58             | 294 (2022)                        | 64                 |
| Claye-Souilly             | 77118      | Clayois                 | 15,07            | 12 381 (2022)                     | 822                |
| Compans                   | 77123      | Companais               | 5,3              | 821 (2022)                        | 155                |
| Dammartin-en-Goële        | 77153      | Dammartinois            | 8,97             | 11 508 (2022)                     | 1 283              |
| Écouen                    | 95205      | Écouennais              | 7,59             | 7 173 (2022)                      | 945                |
| Épiais-lès-Louvres        | 95212      | Épiaisois ou Épiaisiens | 3,42             | 141 (2022)                        | 41                 |
| Fontenay-en-Parisis       | 95241      | Fontenaysiens           | 10,84            | 2 220 (2022)                      | 205                |
| Fosses                    | 95250      | Fossatussiens           | 3,61             | 10 249 (2022)                     | 2 839              |
| Garges-lès-Gonesse        | 95268      | Gargeois                | 5,47             | 42 388 (2022)                     | 7 749              |
| Gonesse                   | 95277      | Gonessiens              | 20,09            | 26 959 (2022)                     | 1 342              |
| Goussainville             | 95280      | Goussainvillois         | 11,52            | 30 952 (2022)                     | 2 687              |
| Gressy                    | 77214      | Gressiaques             | 3,34             | 803 (2022)                        | 240                |
| Juilly                    | 77241      | Juliaciens              | 7,77             | 2 031 (2022)                      | 261                |
| Longperrier               | 77259      | Longperrois             | 4,63             | 2 911 (2022)                      | 629                |
| Louvres                   | 95351      | Lupariens               | 11,33            | 12 226 (2022)                     | 1 079              |
| Marly-la-Ville            | 95371      | Marlysiens              | 8,62             | 5 852 (2022)                      | 679                |
| Mauregard                 | 77282      | Mauregalois             | 8,67             | 351 (2022)                        | 40                 |
| Le Mesnil-Amelot          | 77291      | Mesnilois               | 9,84             | 992 (2022)                        | 101                |
| Le Mesnil-Aubry           | 95395      | Mesnilois               | 6,64             | 901 (2022)                        | 136                |
| Mitry-Mory                | 77294      | Mitryens                | 29,95            | 20 393 (2022)                     | 681                |
| Moussy-le-Neuf            | 77322      | Moussignols             | 14,81            | 3 255 (2022)                      | 220                |
| Moussy-le-Vieux           | 77323      | Moussyssiens            | 7,19             | 1 475 (2022)                      | 205                |
| Othis                     | 77349      | Othissois               | 13,04            | 6 741 (2022)                      | 517                |
| Le Plessis-Gassot         | 95492      | Plesséens               | 4,1              | 97 (2022)                         | 24                 |
| Puiseux-en-France         | 95509      | Puiséens                | 5,11             | 3 755 (2022)                      | 735                |
| Rouvres                   | 77392      | Rouvrésiens             | 4,14             | 1 021 (2022)                      | 247                |
| Saint-Mard                | 77420      | Mardochiens             | 6,26             | 3 853 (2022)                      | 615                |
| Saint-Witz                | 95580      | Wéziens ou Vézéens      | 7,66             | 2 511 (2022)                      | 328                |
| Sarcelles                 | 95585      | Sarcellois              | 8,45             | 58 576 (2022)                     | 6 932              |
| Survilliers               | 95604      | Survillois              | 5,38             | 4 154 (2022)                      | 772                |
| Thieux                    | 77462      | Théodosiens             | 12,07            | 905 (2022)                        | 75                 |
| Le Thillay                | 95612      | Thillaysiens            | 3,94             | 4 575 (2022)                      | 1 161              |
| Vaudherland               | 95633      | Vaudherlandais          | 0,09             | 102 (2022)                        | 1 133              |
| Vémars                    | 95641      | Vémarois                | 8,18             | 2 986 (2022)                      | 365                |
| Villeneuve-sous-Dammartin | 77511      | Villeneuvois            | 7,56             | 612 (2022)                        | 81                 |
| Villeparisis              | 77514      | Villeparisiens          | 8,29             | 26 794 (2022)                     | 3 232              |
| Villeron                  | 95675      | Villeronnais            | 5,61             | 1 672 (2022)                      | 298                |
| Villiers-le-Bel           | 95680      | Beauvillésois           | 7,3              | 29 238 (2022)                     | 4 005              |

### Démographie
| 1968    | 1975    | 1982    | 1990    | 1999    | 2006    | 2011    | 2016    | 2022    |
| ------- | ------- | ------- | ------- | ------- | ------- | ------- | ------- | ------- |
| 206 698 | 257 737 | 275 132 | 301 221 | 318 403 | 331 946 | 339 599 | 350 406 | 362 933 |

## Politique et administration

### Siège
Le siège de la communauté d'agglomération est situé à Roissy-en-France, 6 bis avenue Charles de Gaulle.

### Élus
Le conseil communautaire de la communauté d'agglomération se compose pour la mandature 2020-2026  de 104 conseillers, représentant chacune des communes membres et répartis en fonction de leur population de la manière suivante :

- 16  délégués pour Sarcelles ;

- 11 délégués pour  Garges-lès-Gonesse ;

- 8 délégués pour Goussainville ;

- 7 délégués pour Gonesse, Villeparisis et Villiers-le-Bel ;

- 5 délégués pour Mitry-Mory ;

- 3 délégués pour Arnouville et Claye-Souilly ;

- 2 délégués pour  Dammartin-en-Goële, Écouen, Fosses et Louvres ;

- 1 délégué et son suppléant pour les 29 autres communes.

Le conseil communautaire renouvelé à la suite des élections municipales de 2020 a élu  le 11 juillet 2020 son nouveau président,  Pascal Doll, maire d’Arnouville, ainsi que ses vice-présidents, qui sont : 
1. Alain Aubry, maire du Mesnil-Amelot, chargé du développement économique ;
2. Jean-Pierre Blazy, maire de Gonesse, chargé de la culture et du patrimoine ;
3. Charlotte Blandiot-Faride, maire de Mitry-Mory, chargée de la petite enfance et des personnes âgées ;
4. Patrick Haddad, maire de Sarcelles, chargé de l’aménagement du territoire, du NPNRU et du développement durable ;
5. Jean-Luc Servières, maire de Claye-Souilly, chargé de l’eau, l’assainissement et la GEMAPI
6. Benoît Jimenez, maire de Garges-lès-Gonesse, chargé de l’emploi, la formation, la politique de la ville et de l'économie sociale et solidaire ;
7. Jean-Claude Genies, maire de Gressy, chargé des déchets ménagers ;
8. Jean-Louis Marsac, maire de Villiers-le-Bel, chargé des finances et de l’administration ;
9. Daniel Haquin, maire de Juilly, chargé des mobilités ;
10. Pierre Barros, maire de Fosses, chargé des ressources humaines et de la mutualisation ;
11. Frédéric Bouche, maire de Villeparisis, chargé du patrimoine bâti ;
12. (Michel Thomas, maire de Roissy-en-France, chargé des sports, mort en août 2022)[18] ;
13. Abdelaziz Hamida, maire de Goussainville, chargé de l'habitat et du logement ;
14. Charles Soufir, conseiller municipal de Sarcelles, chargé de l’économie des territoires, de l’innovation et du numérique et des fonds européens :
15. Tutem Sahindal-Deniz, maire-adjointe de Garges-lès-Gonesse, chargée du  handicap, de la santé et de l’aide aux personnes.

Après la mort de Michel Thomas, maire de Roissy-en-France, Michèle Calix, qui avait été élue maire de la ville, a été également élue lors du conseil communautaire du 22 septembre 2022 vice présidente de l'intercommunalité chargée des sports.
Le bureau de l’intercommunalité pour la mandature 2020-2026 est constitué du président, des vice-présidents et de 8 conseillers communautaires délégués.

### Liste des présidents
| Période      | Période                    | Identité             | Étiquette   | Qualité                                                                                     |
| ------------ | -------------------------- | -------------------- | ----------- | ------------------------------------------------------------------------------------------- |
| janvier 2016 | mars 2016                  | délégation spéciale, |             |                                                                                             |
| mars 2016,   | juillet 2020               | Patrick Renaud       | DVD puis LR | Maire adjoint de Roissy-en-France Président de l'ex-CA Roissy Porte de France (2001 → 2015) |
| juillet 2020 | En cours (au 25 août 2022) | Pascal Doll          | LR          | Chef d'entreprise retraité Maire d'Arnouville (2015 → )                                     |

### Compétences
L'intercommunalité exerce des compétences qui lui ont été transférées par les communes membres dans les conditions fixées par le code général des collectivités territoriales. Il s'agit de.
- Développement économique : actions de développement économique ; zones d'activité ; politique locale du commerce et soutien aux activités commerciales d'intérêt communautaire ; promotion du tourisme, dont la création d'offices du tourisme.
- Aménagement de l'espace communautaire : schéma de cohérence territoriale (SCOT),  plan local d'urbanisme (PLU), carte communale... ; Zones d'aménagement concerté d'intérêt communautaire ; organisation de la mobilité [...].
- Équilibre social de l'habitat : programme local de l'habitat (PLH) ; politique du logement d'intérêt communautaire ; actions et aides financières en faveur du logement social d'intérêt communautaire ; réserves foncières pour la mise en œuvre de la politique communautaire d'équilibre social de l'habitat ; action, par des opérations d'intérêt communautaire, en faveur du logement des personnes défavorisées ; amélioration du parc immobilier bâti d'intérêt communautaire.
- Politique de la ville : élaboration du diagnostic du territoire et définition des orientations du contrat de ville ; dispositifs contractuels de développement urbain, de développement local et d’insertion économique et sociale ainsi que des dispositifs locaux de prévention de la délinquance ; programmes d’actions définis dans le contrat de ville.
- Accueil des gens du voyage : Aires d'accueil.
- Collecte et traitement des déchets des ménages et assimilés
- Gestion des milieux aquatiques et prévention des inondations (GEMAPI) [...]
- Eau potable, assainissement des eaux usées, gestion des eaux pluviales urbaines ;
- Parcs de stationnement reconnus  d'intérêt communautaire.
- Protection et de mise en valeur de l'environnement et du cadre de vie : lutte contre la pollution de l'air, lutte contre les nuisances sonores, soutien aux actions de maîtrise de la demande d'énergie.
- Équipements culturels et sportifs d'intérêt communautaire.
- Action sociale d'intérêt communautaire (personnes âées et personnes en situation de handicap) ;
- Petite enfance  (crèches, relais assistants maternels, haltes garderies ...) sur le territoire des communes de Seine-et-Marne.
- Coopération décentralisée : soutien à des opérations de coopération décentralisée cofinancées par des fonds publics (État français, Union européenne, pays étrangers territoires d’intervention, établissements publics français et étrangers)
- Culture et patrimoine : soutien à la lecture publique entre les bibliothèques municipales et associatives existantes implantées sur son territoire ; actions culturelles ayant un fort rayonnement ; Soutien et sauvegarde du patrimoine ; cinéma intercommunal de l'Ysieux à Fosses.
- Sports : manifestations sportives et de loisirs ayant un fort rayonnement ; bourse d'aide aux sportifs de haut niveau ; Natation scolaire (transport des élèves) ; aire intercommunale de loisirs à caractère sportif de Roissy-en-France ;
- Informatique et télécommunication : Infrastructures et des réseaux de communication électronique situés sur le territoire intercommunal […]
- Transport : Mise en place d'un service de transport à la demande sur le territoire intercommunal de rabattement des villages du territoire vers les gares ; participation aux frais de transports scolaires et étudiants ;
- Action sociale : consultations juridiques et sociales ;
- Environnement : constitution de réserves foncières pour la préservation d’espaces naturels ouverts présentant un intérêt en termes de paysage, de biodiversité et de cadre de vie, figurant au schéma régional de cohérence écologique et dans les documents de la trame verte et bleue déjà élaborés et qui seront repris ultérieurement au schéma de cohérence territoriale de la Communauté d’Agglomération ; Participation à la gestion et à l’entretien de l’espace naturel régional de la forêt d’Ecouen, de la forêt de Claye-Souilly et le Bois du Moulin des Marais à Mitry-Mory.

### Régime fiscal et budget
Comme toutes les communautés d'agglomération,  Roissy Pays de France est financée par la fiscalité professionnelle unique (FPU), qui a succédé a la Taxe professionnelle unique (TPU), et qui assure une péréquation fiscale entre les communes regroupant de nombreuses entreprises et les communes résidentielles.
Elle perçoit également la taxe d'enlèvement des ordures ménagères (TEOM), qui finance le fonctionnement de ce service.
L'intercommunalité ne reverse pas de dotation de solidarité communautaire (DSC) à ses communes membres.

## Projets et réalisations
Conformément aux dispositions légales, une communauté d'agglomération a pour objet d'associer « au sein d'un espace de solidarité, en vue d'élaborer et conduire ensemble un projet commun de développement urbain et d'aménagement de leur territoire.